# Nitrat de plom(II)
El nitrat de plom(II) és un compost inorgànic de fórmula química Pb(NO₃)₂. Existeix habitualment com a cristall incolor o pols blanca i, a diferència de la majoria d'altres sals de plom(II), és soluble en aigua.
Conegut des de l'edat mitjana amb el nom plumb dulcis, la producció de nitrat de plom(II) a partir de plom metàl·lic o òxid de plom en àcid nítric era a petita escala, per un ús directe en la producció d'altres compostos de plom. Al segle xix, es començà a produir nitrat de plom(II) amb fins comercials a Europa i els Estats Units. Històricament, el seu ús principal era per la producció de pigments per pintures de plom, però aquestes pintures han estat substituïdes per pintures menys tòxiques a base de diòxid de titani. Altres usos industrials són com a estabilitzador en nilons i polièsters, i en recobriments de paper fototermogràfic. Des de voltants de l'any 2000, s'ha començat a utilitzar nitrat de plom(II) en la cianidació d'or.
El nitrat de plom(II) és tòxic, un agent oxidant, i és categoritzat com a "probablement carcinogen pels humans" pel Centre Internacional de Recerca sobre el Càncer. Per consegüent, cal tractar-lo i emmagatzemar-lo amb les mesures de seguretat apropiades per evitar-ne la inhalació, la ingestió o el contacte amb la pell. Degut a la seva naturalesa perillosa, els usos limitats del nitrat de plom(II) estan sota escrutini constant.

## Història
Des de l'edat mitjana, el nitrat de plom(II) ha estat produït com a matèria primera per la producció de pigments colorits en pintures de plom, com ara groc crom (cromat de plom(II)), taronja crom (cromat hidròxid de plom(II)) i compostos de plom similars. Aquests pigments eren utilitzas per la tinció i la impressió de calicó i altres tèxtils.
El 1597, l'alquimista alemany Andreas Libavius fou el primer a descriure el compost, encunyant els noms medievals plumb dulcis i calx plumb dulcis, que signifiquen "plom dolç", a causa del seu sabor. Tot i que originalment no fou compresa durant els segles posteriors, la propietat de decrepitació del nitrat de plom(II) feu que fos utilitzat en llumins i explosius especials com ara l'azida de plom.
El procés de producció era i encara és químicament senzill; es tracta de dissoldre plom en aigua forta (àcid nítric) i després recollir-ne el precipitat. Tanmateix, la producció fou a petita escala durant molts segles, i la producció comercial de nitrat de plom(II) com a matèria primera d'altres compostos de plom no començà fins al 1835. El 1974, el consum de compostos de plom als Estats Units, deixant de banda els pigments i additius per la benzina, fou de 642 tones.